# Ernst Happel
Ernst Happel (29. november 1925 – 14. november 1992) var en østrigsk fodboldspiller og senere en af Europas mest fremgangsrige og mest vindende trænere gennem tiderne.
Ernst Happel var forsvarsspiller for Rapid Wien (1939–54 og 1956–58) og Racing Paris (1954–56) og spillede 51 gange (5 mål) for Østrigs landshold. For Rapid vandt han desuden to seriemesterskaber. Happel deltog i to VM-slutspil, 1954 og 1958, og vandt bronze i førstnævnte turnering.